# مایکل وین
مایکل وین (انگلیسی: Michael Wayne؛ ۲۳ نوامبر ۱۹۳۴ – ۲ آوریل ۲۰۰۳) یک تهیه‌کننده اهل ایالات متحده آمریکا و پسر بازیگر سرشناس سینما جان وین بود.